# Mšecké Žehrovice

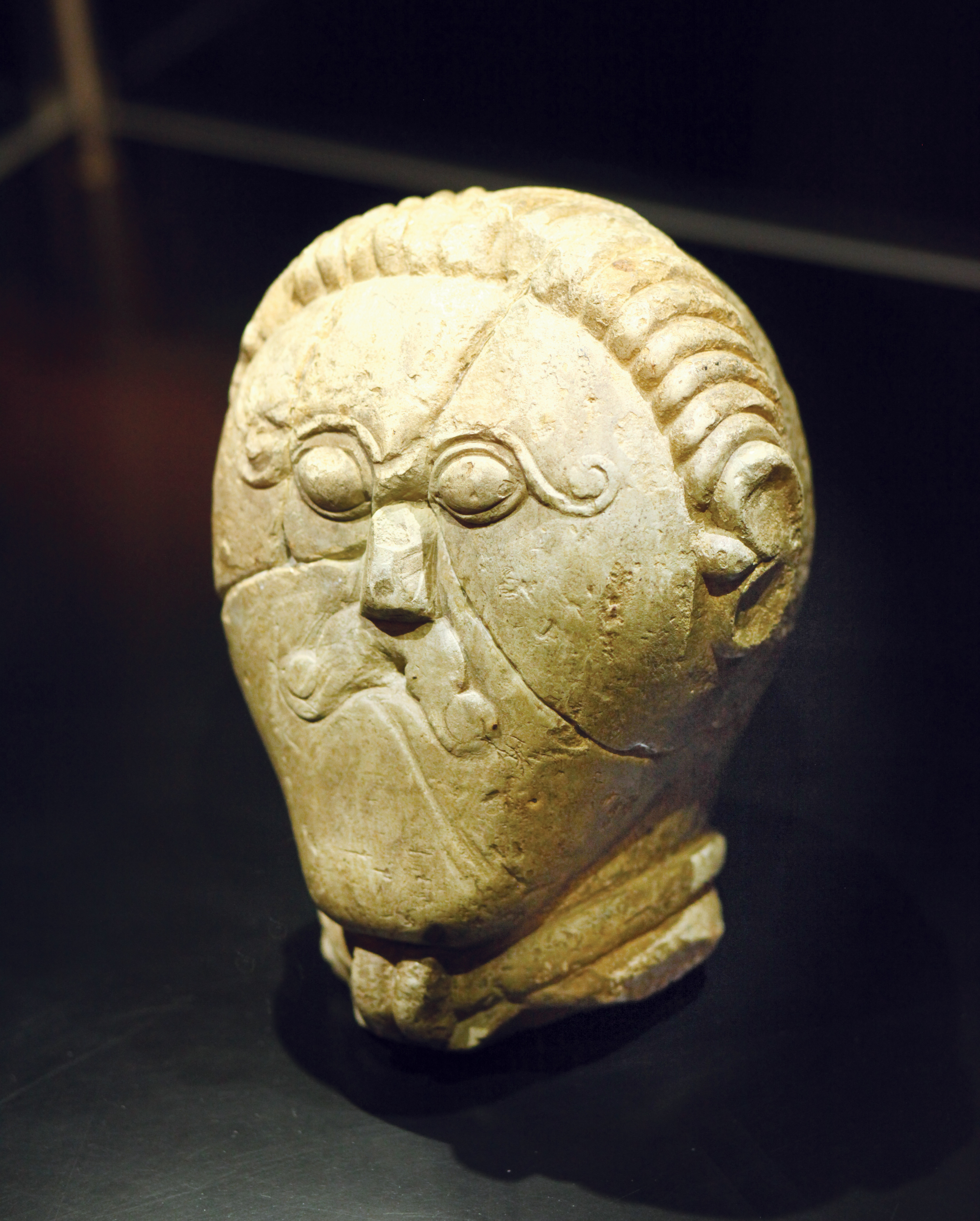
Kamienna głowa z Mšeckých Žehrovic

Mšecké Žehrovice – wieś w powiecie (okres) Rakovník, w kraju środkowoczeskim, w Czechach.
Mšecké Žehrovice położone są na skraju szerokiej, płytkiej doliny potoku Loděnice, około 3 km na północny wschód od miasta Nové Strašecí i ok. 13 km zachód od Kladnoa.
31.12.2008 r. żyło tu 454 osób.

## Historia
Pierwsza pisemna wzmianka o wsi pochodzi z 1045 r.
W maju 1943 r. w piaskowni pod lasem była znaleziona unikalna celtycka rzeźba kamienna, przedstawiająca głowę. Obecnie znajduje się ona w Muzeum Narodowym w Pradze.
Znalezisko to znajdowało się w pobliżu celtyckiego „czworokątnego szańca” (Viereckschanze).

## Zabytki i pamiątki
- kościół św. Marcina
- celtycki "czworokątny szaniec" (Viereckschanze) - stanowisko archeologiczne w lesie Libeň na południowy zachód od wsi
- rezerwat przyrody Louky v oboře Libeň - podmokłe łąki z bogatą roślinnością, 1,5 km na południowy zachód od wsi
- pomnik przyrody (památný strom) Džbánský buk - 350 letni buk

## Części wsi
- Mšecké Žehrovice
- Lodenice